# Sarcotheca ochracea
Sarcotheca ochracea är en harsyreväxtart som beskrevs av H. Hallier. Sarcotheca ochracea ingår i släktet Sarcotheca och familjen harsyreväxter. Inga underarter finns listade i Catalogue of Life.